# Parafia Podwyższenia Krzyża Świętego w Jarosławiu (Rosja)
Parafia Podwyższenia Krzyża Świętego w Jarosławiu – rzymskokatolicka parafia znajdująca się w archidiecezji Matki Bożej w Moskwie, w Dekanacie Wschodnim. 

## Rys historyczny parafii
Początek wspólnoty rzymskokatolickiej w Jarosławiu jest związany z osobą abpa Zygmunta Szczęsnego Felińskiego, który w 1863 roku został zesłany do Jarosławia, gdzie zaangażował się w posługę miejscowym katolikom. Według źródeł, w 1874 roku wspólnota katolicka w Jarosławiu liczyła około 1200 wiernych. W 1875 roku przekazano katolikom dom przy ul. Żelaznej, który stał się pierwszą stałą kaplicą pod wezwaniem Podwyższenia Krzyża Świętego. W 1891 roku dom ten przeszedł gruntowny remont. W latach 20. XX wieku społeczność katolicka w Jarosławiu była represjonowana, co ostatecznie 11 listopada 1931 roku doprowadziło do wejścia w życie rozkazu władz komunistycznych o likwidacji parafii rzymskokatolickiej w Jarosławiu. Dopiero w 2000 roku nastąpiło odrodzenie tej wspólnoty, a stosowny dekret wydał ówczesny administrator apostolski, późniejszy arcybiskup moskiewski, Tadeusz Kondrusiewicz. 